# UNDER TALK
『UNDER TALK』（アンダートーク）は東海ラジオ放送で2022年4月3日から放送されているバラエティ番組。

## 概要
2022年春に実施された東海ラジオの大型改編に伴い、放送開始。
パーソナリティは、2022年3月まで『アンダーポイントのまっぴるま!』に出演していたアンダーポイント。
番組のメールアドレスやTwitterアカウントは、『まっぴるま!』と同一のものが継続して使用される。

## 放送日時
- 2022年4月3日 - 2022年9月18日
  - 日曜 26:15 - 26:45
- 2022年10月2日 - 2024年3月31日
  - 日曜 20:30 - 21:00
- 2024年4月7日 - 現在
  - 月曜 26:30 - 27:00
    - 2022年11月・12月は『吉本新喜劇アキのラジオ新喜劇』放送のため休止。

## パーソナリティ
- アンダーポイント（増野豊・本美大）

## コーナー
- これかなリクエスト
『まっぴるま!』から引き続き放送されるコーナー。
リスナーからのリクエスト曲を、エピソードのみを読み、何の曲か予想し、当てる。
- どうでもいい電話
『まっぴるま!』から引き続き放送される大喜利コーナー。
「何でそれを電話してきた？」というような、どうでもいい電話の内容を募集する。
- BARアンダー（2022年10月 - ）
リスナーから投稿された愚痴や悩みを聞き、「BARアンダー」のマスター・増野がその内容にぴったりなオリジナルカクテルの名前を即興で作って答える。

過去のコーナー
- 千ノナイフガ胸ヲ刺ス（2022年4月 - 2022年9月）
GLAYの名曲『千ノナイフガ胸ヲ刺ス』の冒頭で、TERUがシャウトする「千ノナイフガ胸ヲ刺ス」に代わるセリフを募集する。
- 超最強地下格闘技王決定戦（2022年4月 - 2022年9月）
毎週、チャンピオンと戦う選手のキャッチコピーとリングネームをリスナーが考えて投稿する。
投稿の中から増野がランダムに1枚選び、そのキャッチコピーとリングネームをもとに、アンダーポイントが試合展開などを想像し、前週のチャンピオンと戦わせ、勝敗を決める。
見事チャンピオンが誕生した場合は、本美がその選手をイラスト化したものがTwitterにアップされる。
このコーナーでは、ラジオネームのことを「セコンドネーム」と呼ぶ。
なお、番組初回で発表された初代暫定チャンピオンは、「音速右フック・スネイク鎌田」である。